# تی‌ین فنگ
تی‌ین فنگ (انگلیسی: Tien Feng؛ ‏ ۴ ژوئن ۱۹۲۸ – ۲۲ اکتبر ۲۰۱۵) بازیگر و کارگردان فیلم اهل چین بود.
از فیلم‌ها یا برنامه‌های تلویزیونی که وی در آن نقش داشته‌است می‌توان به فردایی بهتر، استادی با پنجه‌های شکسته، ارباب اژدها، شمشیرزن یک دست، ببر کوچک کانتون، مشت بیدارشده و اروس اشاره کرد.